# Long Hi
Long Hi (tiếng Mãn: ᡥᠣᡧᠣᡳ
 ᡤᡠᠯᡠ
 ᠴᡳᠨ
 ᠸᠠᠩ, Möllendorff: Hošoi gulu cin wang, chữ Hán: 隆禧; 30 tháng 5 năm 1660 - 20 tháng 8 năm 1679), Ái Tân Giác La, là Hoàng tử thứ bảy của Thanh Thế Tổ Thuận Trị Đế.

## Cuộc đời
Long Hi sinh vào giờ Sửu, ngày 22 tháng 4 (âm lịch), năm Thuận Trị thứ 17 (1660) trong gia tộc Ái Tân Giác La. Mẹ ông là Thứ phi Nữu thị. Năm Khang Hi thứ 13 (1674), ông được anh trai phong làm Hòa Thạc Thuần Thân vương (和碩純親王, tiếng Mãn: ᡥᠣᡧᠣᡳ
 ᡤᡠᠯᡠ
 ᠴᡳᠨ
 ᠸᠠᠩ, Möllendorff: Hošoi gulu cin wang). Một năm sau thì được phân cấp Tá lĩnh.
Năm thứ 18 (1679), tháng 7, ông lâm trọng bệnh, Khang Hi Đế đích thân đến và cho gọi Thái y khám bệnh cho ông. Ngày 15 tháng 7, ông qua đời, thọ 19 tuổi. Khang Hi Đế cho ngừng triều ba ngày. Chiêu Thánh Thái hoàng Thái hậu muốn đích thân đến tang lễ, Khang Hi Đế cực lực can gián mới đành thôi. Khang Hi Đế lại muốn đến cúng tế nhưng lại bị Thái hoàng Thái hậu ngăn cản, giữ lại trong cung. Hôm sau, Khang Hi Đế đến tế điện, mệnh lấy tiền ngân khố tu sửa mồ mả, chuẩn bị tế lễ, truy thụy cho Long Hi là Hòa Thạc Thuần Tĩnh Thân vương (和碩純靖親王).

## Gia quyến
- Đích Phúc tấn: Thượng Giai thị (尙佳氏), con gái của Thượng Chi Long (尚之隆). Thượng Chi Long là con trai của Bình Nam vương Thượng Khả Hỉ, sau trở thành Ngạch phò của Hòa Thạc Hòa Thuận Công chúa - con gái của Thừa Trạch Dụ Thân vương Thạc Tắc, con gái nuôi của Thuận Trị Đế.
- Con trai: Phú Nhĩ Hỗ Luân (富爾祜倫, 1679 - 1680), mẹ là Thượng Giai thị. Tháng 3 năm 1680 tập tước Thuần Thân vương, ngày 26 tháng 10 cùng năm thì mất. Khang Hi Đế cho nghỉ triều 3 ngày. Không có con cũng không lập tự, tước vị bị trừ.

## Phả hệ Thuần Thân vương
| Thuần Tĩnh Thân vương Long Hi 1660 - 1674 - 1679    |  |  |  |  |  |
|                                                     |  |  |  |  |  |
| Thuần Thân vương Phú Nhĩ Hỗ Luân 1679 - 1680 - 1681 |  |  |  |  |  |